# Lights Out (P.O.D.)
Lights Out è una canzone dei P.O.D.. Fa parte del loro sesto album in studio Testify (2006), da cui è stata estratta come singolo il 2 maggio 2006.
Come buona parte dei brani di Testify, si riallaccia alle sonorità rap metal dei primi lavori del gruppo. "Lights Out" è stata usata nelle colonne sonore dei film TMNT e Scary Movie 4 e per i promo di Superman Returns, ed è stato anche il brano di apertura dell'edizione 2005 del programma Survivor Series, edito dalla WWE.